# Kheda (Distrikt)
Der Distrikt Kheda (Gujarati: ખેડા જિલ્લો) ist einer von 26 Distrikten des Staates Gujarat in Indien. Die Stadt Nadiad ist die Hauptstadt des Distrikts. Die letzte Volkszählung im Jahr 2011 ergab eine Gesamtbevölkerungszahl von 2.299.885 Menschen.

## Geschichte
Von vorchristlicher Zeit bis ins Jahr 1298 wurde das Gebiet – wie die ganze Region – von diversen buddhistischen und hinduistischen Herrschern regiert. Die erste Zivilisation war die Indus-Kultur. Der erste namentlich bekannte Staat war das Maurya-Reich, die letzte nichtmuslimische Dynastie waren die Solanki.
Nach jahrhundertelangen militärischen Auseinandersetzungen mit muslimischen Eroberern und Regenten im Norden Indiens erfolgte 1298 die Besetzung durch muslimische Soldaten. Danach herrschten bis ins Jahr 1753 verschiedene muslimische Dynastien (Sultanat von Delhi, Sultanat Gujarat und die Großmoguln). Im Jahr 1753 wurde das Gebiet Teil des hinduistischen Marathenreichs. Zwischen 1803 und 1817 gerieten alle Regionen des heutigen Distrikts unter britische Herrschaft. Der Distrikt wurde Teil der Northern Division der britischen Verwaltungsregion Bombay Presidency. Für die kurze Zeit zwischen 1830 und 1833 gehörte das Gebiet zum Distrikt Ahmedabad. Mit der Unabhängigkeit Indiens 1947 und der Neuordnung des Landes wurde es 1950 Teil des neuen Bundesstaats Bombay. Im Jahre 1960 wurde dieser indische Bundesstaat geteilt und das Gebiet kam zum neu geschaffenen Bundesstaat Gujarat.

## Bevölkerung

### Bevölkerungsentwicklung
Wie überall in Indien wächst die Einwohnerzahl im Distrikt Kheda seit Jahrzehnten stark an. Die Zunahme betrug in den Jahren 2001–2011 beinahe 14 Prozent (13,62 %). In diesen zehn Jahren nahm die Bevölkerung um rund 275.000 Menschen zu. Die genauen Zahlen verdeutlicht folgende Tabelle:

### Bedeutende Orte

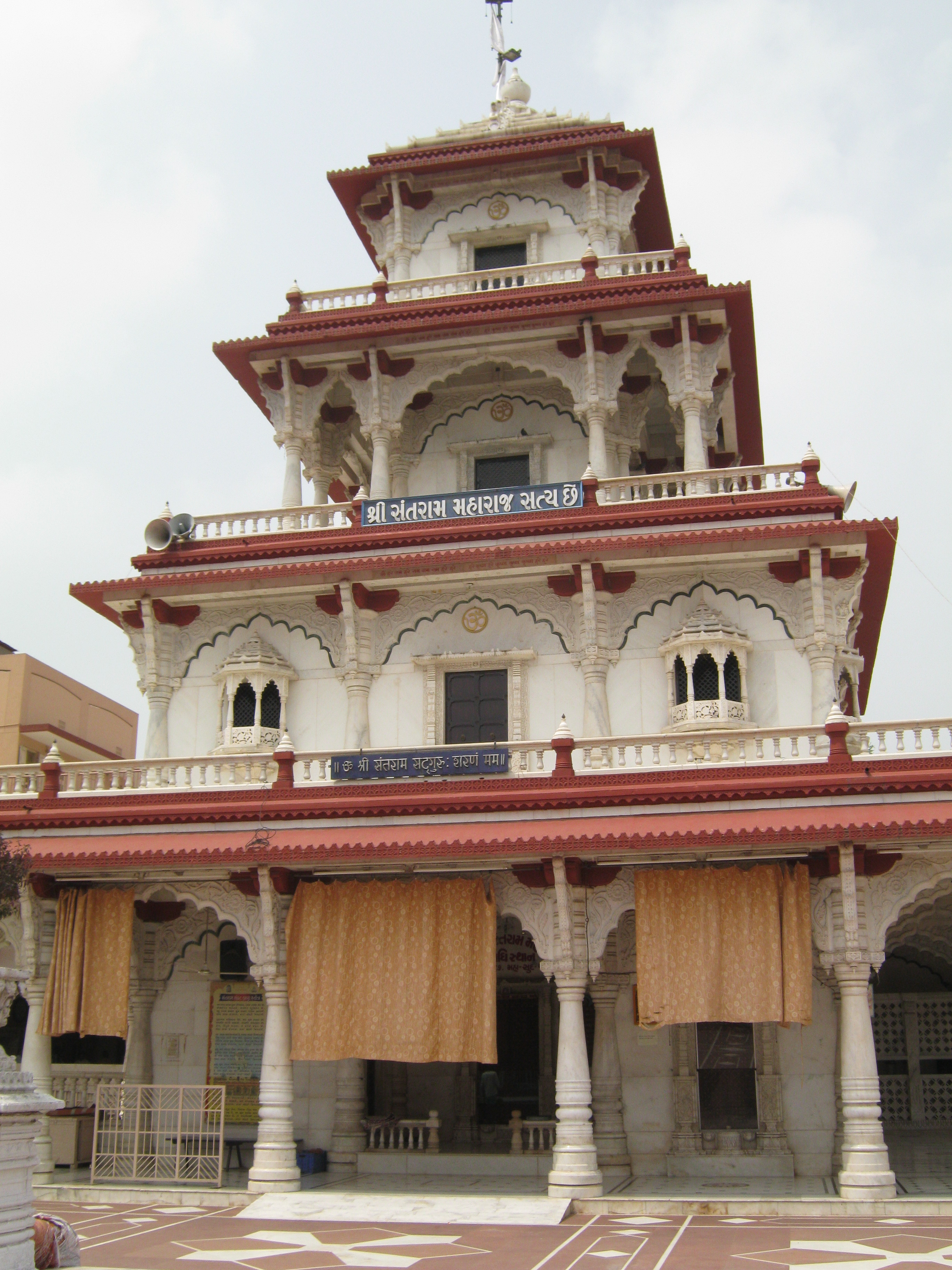
Santaram-Tempel in Nadiad

Einwohnerstärkste Ortschaft des Distrikts ist Nadiad mit fast 220.000 Bewohnern. Weitere bedeutende Städte mit einer Einwohnerschaft von mehr als 20.000 Menschen sind Kapadvanj, Chaklasi, Balasinor, Mehmedabad, Kheda, Dakor und Kathlal. Die städtische Bevölkerung macht nur 22,77 Prozent der gesamten Bevölkerung aus.